# Darrell Walker
Darrell Walker (né le 9 mars 1961 à Chicago, Illinois) est un joueur et entraîneur américain de basket-ball. En tant que joueur, il évolue au poste de meneur de jeu.
À sa sortie de Westark Community College et de l'université d'Arkansas, Walker est sélectionné par les Knicks de New York au 12e rang du premier tour de la draft 1983. En dix années de carrière, il joue pour cinq équipes - les Knicks, les Nuggets de Denver, les Bullets de Washington, les Pistons de Détroit et les Bulls de Chicago.
Walker est nommé dans la NBA All-Rookie Team 1984 et est parmi les meilleurs de la ligue à la passe et à l'interception. Sa meilleure saison se déroule en 1989-1990 avec les Bullets de Washington quand il inscrit 9,5 points, prend 8,8 rebonds et fait 8,0 passes décisives par match. Il remporte un titre de champion NBA avec les Bulls de Chicago pour sa dernière saison.
Walker est ensuite entraîneur : il entraîne les Raptors de Toronto et les Wizards de Washington. Il est le deuxième entraîneur des Raptors, après Brendan Malone, dirigeant l'équipe durant une saison et demie. En 2000, il remplace Gar Heard à Washington pour une demi-saison, alors qu'il venait de l'équipe CBA des Rockford Lightning, mais est remplacé par Leonard Hamilton l'année suivante.